# Poilley, Ille-et-Vilaine
Poilley är en kommun i departementet Ille-et-Vilaine i regionen Bretagne i nordvästra Frankrike. Kommunen ligger i kantonen Louvigné-du-Désert som tillhör arrondissementet Fougères-Vitré. År 2022 hade Poilley 380 invånare.

## Befolkningsutveckling
Antalet invånare i kommunen Poilley
Referens:INSEE